# Евансвілл (Індіана)
Евансвілл (англ. Evansville) — місто (англ. city) у США, центр округу Вандерберг штату Індіана. Населення — 117 298 осіб (2020). Місто розташоване вздовж річки Огайо. Третє за числом мешканців місто штату. Важливий комерційний та культурний центр.

## Географія
Евансвілл розташований за координатами 37°59′16″ пн. ш. 87°32′5″ зх. д. / 37.98778° пн. ш. 87.53472° зх. д. (37.987734, -87.534703). За даними Бюро перепису населення США в 2010 році місто мало площу 115,58 км², з яких 114,36 км² — суходіл та 1,22 км² — водойми. В 2017 році площа становила 123,83 км², з яких 122,56 км² — суходіл та 1,27 км² — водойми.

## Демографія
Згідно з переписом 2010 року, у місті мешкало 117 429 осіб у 50 588 домогосподарствах у складі 28 085 родин. Густота населення становила 1016 осіб/км². Було 57799 помешкань (500/км²).
Расовий склад населення:
| - 82,0 % — білих - 12,6 % — чорних або афроамериканців - 1,0 % — азіатів - 0,3 % — корінних американців - 0,1 % — вихідців з тихоокеанських островів - 1,3 % — осіб інших рас |

До двох чи більше рас належало 2,8 %. Частка іспаномовних становила 2,6 % від усіх жителів.
За віковим діапазоном населення розподілялося таким чином: 22,1 % — особи молодші 18 років, 63,5 % — особи у віці 18—64 років, 14,4 % — особи у віці 65 років та старші. Медіана віку мешканця становила 36,5 року. На 100 осіб жіночої статі у місті припадало 92,7 чоловіків; на 100 жінок у віці від 18 років та старших — 89,9 чоловіків також старших 18 років.
Середній дохід на одне домашнє господарство становив 47 798 доларів США (медіана — 35 785), а середній дохід на одну сім'ю — 57 382 долари (медіана — 45 381). Медіана доходів становила 39 153 долари для чоловіків та 29 620 доларів для жінок. За межею бідності перебувало 21,0 % осіб, у тому числі 32,6 % дітей у віці до 18 років та 8,3 % осіб у віці 65 років та старших.
Цивільне працевлаштоване населення становило 55 156 осіб. Основні галузі зайнятості: освіта, охорона здоров'я та соціальна допомога — 22,7 %, виробництво — 15,3 %, роздрібна торгівля — 14,0 %.

## Історія
Історія Евансвіла розпочалася 27 березня 1812 року придбанням Х'ю МакГері молодшим 441 акра землі і заснування поселення «McGary's Landing». 1814 року МакГері перейменував поселення у Евансвіл, на честь полковника Роберта Моргана Еванса (1783—1844).
Евансвілл включений 7 січня 1818 року до складу округу Вандерберг.
Евансвілл незабаром став процвітаючим торговим містом на великій торговельній річці, відтак місто почало розширюватися за межі свого первісного ядра. Західна частина Евансвіла була протягом багатьох років відрізана від основної частини міста річкою Піджен-Крік і широкою смугою фабрик, які зробили струмок важливим промисловий коридор.
Економіка Евансвіла отримала пожвавлення на початку 1830-х років, коли Індіана представила плани з будівництва найдовшого каналу у світі, 400-мильний канал, що з'єднує Великі озера в Толедо, штат Огайо з внутрішніми річок на Евансвілль. На жаль, проект збанкрутував. Проте 1853 року через місто пройшла залізниця.
Епоха найбільшого зростання Евансвіла почалася у другій половині 19 століття, після завершення громадянської війни. Місто було головною зупинкою для пароплавів річки Огайо, і це був центр для ряду компаній, що займалиться торгівлею через річку. Видобуток вугілля, виробництво пиломатеріалів було основним джерелом економічної діяльності. До 1900 року Евансвілл був одним з найбільших меблевих центрів у світі, з 41 заводом і використанням праці близько 2000 робітників.
У 1887 році побудовано залізничний міст через річку Огайо.
Протягом цього періоду основні етнічні групи Евансвіллі складалися з німців, шотландців, ірландців і звільнених рабів із Західного Кентуккі. За даними перепису населення США 1890 Евансвілл з населенням у 50 756 осіб оцінювавться як 56-й за величиною міський центр у Сполучених Штатах.
З початком нового століття місто продовжувало розширюватися на схід. Виникла автомобільна і холодильна промисловості.
Місто мало зростання на початку ХХ століття виробництва пиломатеріалів і меблів. До 1920 року налічувалося більше двох десятків меблевих компаній в Евансвілі.
У 1920-1930-х роках керівники міста намагалися поліпшити транспортну позицію міста і успішно лобіювали розташування міста на будованому шосе Чикаго-Маямі «Діксі Вей шосе» (шосе 41). Міст був побудований через річку Огайо в 1932 році.
У 1937 році повінь затопила 500 міських кварталів. Було ініційовано будівництво дамби, що сховала річку Огайо за бар'єром земляних берм і бетонних стін.
Під час Другої світової війни Евансвілл був великим центром промислового виробництва і, як наслідок, це допомогло стерти останні довгострокових наслідків Великої депресії. Величезний комплекс корабелень був побудований для виробництва океанських десантних кораблів. Завод Плімут і багато інших компаній перейшли на виробництво військових матеріалів. У 1942 році місто придбало фабрику для виготовлення винищувачів Р-47. У Евансвілі вироблено в цілому 6242 Р- 47, майже половина P47s зроблених під час війни.
Після війни виробнича база Евансвілу з виробництаа автомобілів, побутової техніки та сільськогосподарського устаткування мала вигоду внаслідок післявоєнну попиту. Зростаючий попит житла також викликав розширення житлової забудови на північ і схід міста.
Проте, у період між 1955 і 1963 роками внаслідок кризи ряд підприємств закрилися.
У останній третині 20 століття Евансвілль став комерційним, медичним і обслуговування центром для трьох штатів області (Іллінойс, Індіана, Кентуккі). У 1990-і роки економічний ривок був викликаний зростанням Університету Південної Індіани. Прихід концернів Toyota і AK Steel, а також Tropicana Евансвіл, сприяли зростанню робочих місць. З початком двадцять першого століття, Евансвілл продовжує демонструвати стійкі темпи диверсифікації економіки і стабільність.

## Відомі люди
- Біллі Беннетт (1874—1951) — американська актриса епохи німого кіно
- Луїза Дрессер (1878—1965) — американська акторка.

## Визначні місця
- Історична забудова Вашингтон-Авеню;
- Історична забудова Ріверсайду
- Лінкольншир
- Музей мистецтва, історії та науки
- Музей Рейтца
- Дитячий музей
- Зоопарк